# Дмитрулин, Юрий Михайлович
Ю́рий Миха́йлович Дмитру́лин (укр. Юрій Михайлович Дмитрулін; род. 10 февраля 1975, Бар, Винницкая область) — украинский футболист, защитник. Выступал за сборную Украины.

## Карьера
В «Динамо» дебютировал 18 ноября 1994 года в матче с «Прикарпатье». В еврокубках сыграл 57 матчей. За национальную сборную Украины сыграл 39 матчей и забил 1 мяч. Сейчас работает в ДЮФШ «Динамо» им. Валерия Лобановского.

## Достижения
«Динамо» (Киев)
- Чемпион Украины (9): 1992, 1996, 1997, 1998, 1999, 2000, 2001, 2003, 2004
- Обладатель Кубка Украины (6): 1996, 1998, 1999, 2000, 2003, 2005
- Обладатель Суперкубка Украины: 2004
- Обладатель Кубка чемпионов Содружества (4): 1996, 1997, 1998, 2002
- Полуфиналист Лиги Чемпионов: 1999